# Чаган (Камизяцький район)
Чаган  (рос. Чаган) — село у Камизяцькому районі Астраханської області Російської Федерації.
Населення становить 1502 особи. Входить до складу муніципального утворення Чаганська сільська рада.

## Історія
Населений пункт розташований на території українського етнічного та культурного краю Жовтий Клин. Від 1925 року належить до Камизяцького району.
Згідно із законом від 6 серпня 2004 року органом місцевого самоврядування є Чаганська сільська рада.

## Населення
| 2002 | 2010  | 2012  | 2013  | 2014  | 2015  |
| ---- | ----- | ----- | ----- | ----- | ----- |
| 1338 | ↗1464 | ↗1478 | ↗1480 | ↗1491 | ↗1502 |